# خوراسب
قرية خوراسب (بالكردية: خوراسپ) هي إحدى القرى التابعة لـمرغور في ريف قسم سيلوانه من مقاطعة أرومية، في محافظة أذربیجان الغربیة الإيرانية.

## السكان
حسب إحصاءات سنة 2006، بلغ إجمالي السكان في خوراسب 394 نسمة وعدد المساكن 59 مسكن. لغة سكان خوراسب هي اللغة الكردية و هم من أهل السنة والجماعة والمذهب الشافعي.